# The Legend of Zelda: Tears of the Kingdom
The Legend of Zelda: Tears of the Kingdom (яп. ゼルダの伝説 ティアーズ オブ ザ キングダム Дзэруда но Дэнсэцу Тиасу обу дза Кингудаму, с англ. — «Легенда о Зельде: Слёзы Королевства») — компьютерная игра в жанре action-adventure с открытым миром, разработанная компанией Nintendo для консоли Nintendo Switch, вышедшая 12 мая 2023 года.
Названа лучшей игрой первой половины 2023 года по версии Metacritic.

## Сюжет
Неизвестный период времени после событий Breath of the Wild. В Хайруле вновь мир, и жители королевства смогли какое-то время заняться его реставрацией. Однако появляется неизвестное вещество называемое миазмы, которое вызывает болезни и беспокоит жителей королевства. Линк и принцесса Зельда отправляются в глубины замка, где возникло это вещество, несмотря на то, что отец принцессы Роам много лет назад предупреждал её, что даже члены королевской семьи не должны туда идти. Там они находят руины Зонаи, рассказывающие историю великой битвы, и становятся свидетелями пробуждения заточённого королём Рауру короля демонов Ганондорфа. Силы Ганондорфа повреждают правую руку Линка и разрушают Высший Меч, а Замок Хайрул возносится в небо. Линк и Зельда падают в пропасть; Зельда исчезает с таинственным артефактом, а Линка спасает бестелесная рука Короля Рауру, удерживавшая Ганондорфа. Потерявший всё снаряжение Линк просыпается на недавно появившихся Небесных островах с разрушенным Высшим Мечом и встречает дух Рауру, первого короля Хайрула, который заменил повреждённую руку Линку на свою, чтобы он не погиб от ран.
Позже протагонист возвращается в Хайрул, где узнаёт, что более ранние события, «Катаклизм», вызвали хаос в Хайруле. Линк отправляется расследовать загадочные сообщения о беспорядках и появлении Зельды по всему Хайрулу. В процессе Линк побеждает четырёх монстров, населяющих древние храмы Зонаи, с помощью четырёх знакомых — сына старейшины птичьего народа Рито — Тюлина, принца водного народа Зора — Сидона, предводительницы пустынного народа Герудо — Риджу и президента шахты горного народа Горонов — Юнобо. С каждым побеждённым монстром Линк находит Тайные камни, артефакты Зонаи, которые увеличивают врождённую силу своих пользователей. Духовные формы древних мудрецов являются Линку и его товарищам, назначая их новыми мудрецами и передавая Камни. Разобравшись с монстрами, Линк по всему Хайрулу выслеживает Зельду, которая творит странные вещи. В замке Хайрул выясняется, что «Зельда» оказывается марионеткой Ганондорфа, и терпит поражение от Линка и его товарищей. Далее мечник встречает Минеру, старшую сестру Рауру и древнего мудреца, использующего духовную проекцию, чтобы оставаться в физическом мире, и даёт ей искусственно созданное механическое тело.
С помощью бывшей старейшины народа шиика Импы, Минеру, духов мудрецов и слёз дракона, разбросанных по Хайрулу, Линк узнаёт о судьбе Зельды. Таинственный артефакт, исчезнувший вместе с Зельдой, был Тайным камнем, и она перенеслась сквозь время в далёкое прошлое, когда Хайрул только основали. Там она встретила Рауру и его жену королеву Сонию. Главы государства решают приютить Зельду и попытаться помочь ей вернуться в своё время. В прошлом Ганондорфу удалось убить Сонию и украсть её Тайный камень, превратив себя в Короля Демонов. Чтобы его одолеть, глава государства собирает армию из шести воинов, владельцев Тайных камней, одного из каждого народа Хайрула. Однако Ганондорф оказывается слишком силён, и воинам не по силам с ним сражаться. Рауру жертвует собой, чтобы на время заточить Ганондорфа. Зельда получает Высший Меч, и, чтобы восстановить его, превращается в дракона, поглотив свой Тайный камень. Перед своей трансформацией она поручает мудрецам прошлого оказать помощь Линку в будущем.
В настоящем времени Линк забирает Высший Меч у ставшей драконом Зельды и направляется к Ганондорфу далеко под замком. Там мечник сражается с армией Ганондорфа с помощью преемников Мудрецов и Минеру, прежде чем вступить в бой с самим Ганондорфом. Приближаясь к поражению, Ганондорф превращается в демонического дракона, пытаясь победить Линка. Зельда в драконьей форме помогает Линку победить Ганондорфа. Линк побеждает Ганондорфа, он исчезает, Зельда восстанавливает свой истинный человеческий облик, протагонист получает обратно свою правую руку, и они оба падают в пруд на поверхности Хайрула.
Некоторое время спустя, на Небесном острове, где проснулся Линк в начале игры, Минеру прощается с Зельдой, Линком и остальными мудрецами. Все они клянутся защищать королевство, дух Минеру исчезает, а в Хайруле вновь царит мир и спокойствие.

## Разработка
Разработка игры началась в 2017 году, после завершения работы над The Legend of Zelda: Breath of the Wild. Первый тизер-трейлер был показан на презентации Nintendo Direct в рамках E3 2019.
В ходе презентации Nintendo Direct в феврале 2021 года продюсер серии Эйдзи Аонума заявил, что разработчики раскроют дополнительную информацию об игре позже, в том же году. На последующей конференции Nintendo Direct в рамках E3 2021 Nintendo показала трейлер, раскрывающий геймплей, сюжетные элементы и изначальную дату выхода игры — 2022 год. Хотя в трейлере и не было указано официального названия игры, появилось несколько фанатских теорий о сюжете игры. По словам представителя Nintendo of America Билла Тринена, Nintendo держит подзаголовок игры в секрете, потому что «эти подзаголовки […] начинают давать небольшие намёки на то, что может произойти». Тринен также ответил на сравнение сиквела с The Legend of Zelda: Majora’s Mask — предыдущим прямым сиквелом в более тёмных тонах, в котором использовались те же активы, что и в предшественнике. Он посчитал сравнения несправедливыми, заявив, что предстоящие презентации Nintendo покажут, «на чём стоит эта игра и что делает её такой уникальной».
Руководителем проекта вновь выступит Хидэмаро Фудзибаяси. Разработчики взяли за основу идеи, оставшиеся после разработки предыдущей игры и её дополнений, и намереваются вписать в оригинальный мир новый сюжет и геймплейные элементы. На презентации игры во время выставки E3 2021 Аонума заявил, что «сеттинг приключения был расширен и включает в себя небо над Хайрулом», проведя некоторые сравнения с предполагаемым масштабом и видением The Legend of Zelda: Skyward Sword.
29 марта 2022 года Эйдзи Аонума объявил, что игра была перенесена на весну 2023 года. 13 сентября 2022 года на Nintendo Direct был представлен новый трейлер, также впервые показали название игры и дату выхода. При этом Nintendo UK анонсировала игру почти на месяц позже, 4 октября 2022 года, в связи с трауром по случаю смерти королевы Елизаветы II.
8 февраля 2023 года на Nintendo Direct был представлен второй трейлер, раскрывающий больше геймплейных элементов самой игры.
28 марта 2023 года Nintendo на своём YouTube-канале провела презентацию, на которой Эйдзи Аонума объявил о завершении разработки игры и представил демонстрацию геймплея игры, в которой также были показаны новые возможности главного героя. Также была анонсирована специальная версия консоли Nintendo Switch OLED, оформленная в стиле самой игры и выпущенная 28 апреля того же года. Также были показаны стилизованный контроллер Pro Controller и чехол для Nintendo Switch, которые будут выпущены в день выхода игры.
13 апреля 2023 года Nintendo показала третий и финальный трейлер игры, в котором было раскрыто ещё больше геймплейных элементов самой игры.

## Продажи
The Legend of Zelda: Tears of the Kingdom стала первой игрой, разработанной Nintendo, стоимость которой составила 70 долларов США. За первые три дня выпуска было продано более 10 миллионов копий Tears of the Kingdom, — что сделало ее самой быстро продаваемой игрой во франшизе The Legend of Zelda, а также самой быстро продаваемой игрой Nintendo в Америке: только в США было продано более четырех миллионов копий. В Японии было продано более 2,24 миллиона копий игры за первые три дня после выпуска; из которых, а по данным Famitsu, только физических копий было продано более 1,1 миллиона копий. 30 сентября было продано 19,50 миллиона копий игры по всему миру и 3,26 миллиона копий в Японии. В августе 2023 года сообщалось, что продажи Tears of the Kingdom, возможно, привели к увеличению валового внутреннего продукта Японии: потребительские расходы в секторе товаров полудлительного пользования увеличились на 2,8 % в период с апреля по август 2023 года, которые включают видеоигры.

## Отзывы и критика
| Сводный рейтинг       | Сводный рейтинг |
| Агрегатор             | Оценка          |
| --------------------- | --------------- |
| Metacritic            | 96/100          |
| OpenCritic            | 97/100          |
| «Критиканство»        | 92/100          |
| Иноязычные издания    |                 |
| Издание               | Оценка          |
| Destructoid           | 10/10           |
| Digital Trends        | [ 35 ]          |
| Edge                  | 10/10           |
| Eurogamer             | [ 37 ]          |
| Game Informer         | 9,75/10         |
| GameSpot              | 10/10           |
| GamesRadar+           | [ 40 ]          |
| IGN                   | 10/10           |
| Nintendo Life         | [ 42 ]          |
| The Guardian          | [ 43 ]          |
| VG247                 | [ 44 ]          |
| Video Games Chronicle | [ 45 ]          |
| Русскоязычные издания |                 |
| Издание               | Оценка          |
| StopGame.ru           | Изумительно     |

Игра получила «всеобщее признание» критиков, согласно данным агрегатора рецензий Metacritic. Игра стала самой высокооценённой игрой всех времён по данным агрегатора рецензий OpenСritic. За первые три дня было продано 10 миллионов копий.

### Награды
| Год  | Награда                | Номинация                                                  | Итог      | Ист.   |
| ---- | ---------------------- | ---------------------------------------------------------- | --------- | ------ |
| 2020 | The Game Awards 2020   | Самая ожидаемая игра                                       | Номинация | [ 50 ] |
| 2021 | Golden Joystick Awards | Самая ожидаемая игра                                       | Номинация | [ 51 ] |
| 2021 | The Game Awards 2021   | Самая ожидаемая игра                                       | Номинация | [ 52 ] |
| 2022 | Golden Joystick Awards | Самая ожидаемая игра                                       | Победа    | [ 53 ] |
| 2022 | The Game Awards 2022   | Самая ожидаемая игра                                       | Победа    | [ 54 ] |
| 2023 | Golden Joystick Awards | Лучшая игра года                                           | Номинация | [ 55 ] |
| 2023 | Golden Joystick Awards | Лучшее игровое сообщество                                  | Номинация | [ 55 ] |
| 2023 | Golden Joystick Awards | Игра года на Nintendo Switch                               | Победа    | [ 55 ] |
| 2023 | Golden Joystick Awards | Лучший звук                                                | Номинация | [ 55 ] |
| 2023 | Golden Joystick Awards | Актер второго плана Патриция Саммерсетт — принцесса Зельда | Номинация | [ 55 ] |
| 2023 | The Game Awards 2023   | Игра года                                                  | Номинация | [ 56 ] |
| 2023 | The Game Awards 2023   | Лучшая игровая режиссура                                   | Номинация | [ 56 ] |
| 2023 | The Game Awards 2023   | Лучшее визуальное оформление                               | Номинация | [ 56 ] |
| 2023 | The Game Awards 2023   | Лучший саундтрек                                           | Номинация | [ 56 ] |
| 2023 | The Game Awards 2023   | Лучшая приключенческая экшн-игра                           | Победа    | [ 56 ] |
| 2024 | Edge                   | Игра года                                                  | Победа    | [ 57 ] |